# Ava Adore
«Ava Adore» es una canción de la banda estadounidense de rock alternativo, Smashing Pumpkins. Fue lanzado como el primer sencillo su cuarto álbum de estudio Adore. En este sencillo se pudo apreciar el nuevo sonido de la banda donde se mezclaron instrumentos tradicionales con loops y música electrónica.

## Video musical
El video fue dirigido por el dúo de directores conocidos como Dom and Nic. Fue estrenado el 1 de junio de 1998 y ganó en la categoría "Video más elegante" en los VH1 Fashion Awards.

## Lista de canciones
1. «Ava Adore» – 4:22
2. «Czarina» – 4:43
3. «Once in a While» – 3:33

- «Once in a While» aparece en la versión japonesa del disco Adore.

## Posicionamiento en listas
| Lista (1998)                            | Mejor posición |
| --------------------------------------- | -------------- |
| Australia (ARIA)                        | 19             |
| Canadá (Canadian Singles Chart)         | 9              |
| Estados Unidos (Billboard Hot 100)      | 42             |
| Estados Unidos (Mainstream Rock Tracks) | 8              |
| Estados Unidos (Modern Rock Tracks)     | 3              |
| Noruega (VG-lista)                      | 11             |
| Nueva Zelanda (Recorded Music NZ)       | 5              |
| Países Bajos (Mega Single Top 100)      | 77             |
| Reino Unido (UK Singles Chart)          | 11             |
| Suecia (Sverigetopplistan)              | 19             |